# Poli Guénova
Pour les articles homonymes, voir Génova (homonymie).
Poli Plamenova Guénova (Поли Пламенова Генова en bulgare, née le 10 février 1987 à Sofia) est une chanteuse bulgare.

## Be a Star
En 2009, elle participera à la nouvelle émission créé en Bulgarie, pour choisir le candidat qui les représentera au Concours Eurovision de la chanson 2009 : Be A Star.

Elle terminera 2e de la compétition et ce sera finalement Krassimir Avramov qui représentera la Bulgarie (mais il ne parviendra pas à se sélectionner à la finale de l'Eurovision).

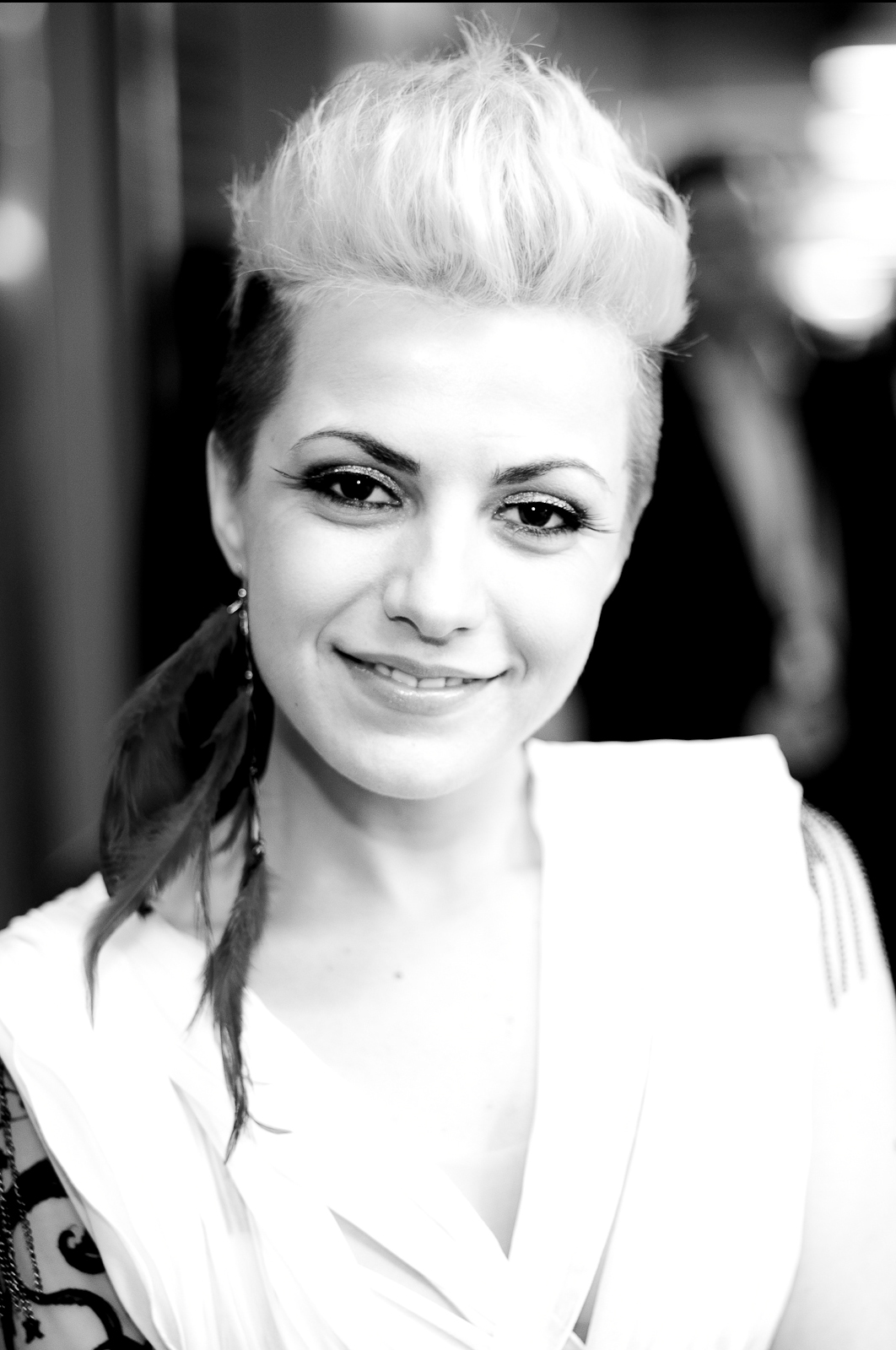
Poli Guénova en 2011.

## Concours Eurovision de la chanson 2011
Elle remporte la finale de la sélection nationale bulgare le 23 février 2011 et représente son pays au Concours Eurovision de la chanson 2011, à Düsseldorf avec sa chanson Na inat (На инат), signifiant "Têtue". Elle chante lors de la seconde demi-finale, le 12 mai 2011, se classe douzième sur 19 et ne parvient pas à se qualifier pour la finale du 14 mai 2011.

## Post-Eurovision 2011
Après l'Eurovision, elle devient jurée dans la version bulgare du télécrochet The X Factor.
En novembre 2015, elle présente à Sofia le concours Eurovision de la chanson junior 2015. Elle est ainsi la troisième participante à l'Eurovision "adultes" à présenter le Concours Eurovision de la chanson junior, après les ukrainiennes Ani Lorak et Zlata Ognevich, respectivement en 2009 et 2013.

## Concours Eurovision de la chanson 2016
Le 19 février 2016, après une longue sélection interne, elle est annoncée comme la représentante de la Bulgarie pour le Concours Eurovision de la chanson 2016, à Stockholm. Elle chante lors de la seconde demi-finale, le 12 mai 2016, se qualifie pour la grande finale et finit à la 4e position avec 307 points, le meilleur classement de la Bulgarie depuis sa première participation en 2005. Le score a été battu depuis par le jeune Kristian Kostov qui arrive deuxième, derrière le Portugal, au Concours Eurovision de la chanson 2017 à Kiev.
Elle chantera à nouveau cette chanson, pendant un intervalle du Concours Eurovision de la chanson junior 2016 à La Valette, Malte.

## Post-Eurovision 2016
Elle a rejoint les coachs de The Voice of Bulgaria durant les saisons 4 et 5 de 2017 à 2018.
Depuis l'année 2017, elle fait part aux médias qu'elle se prépare pour une 4e participation pour représenter son pays à l'Eurovision. En 2019, elle fait part à ses fans, sur Facebook, de son envie de participer à l'édition 2020.

## Classement concours
- 2009 : Be A Star : 2ème
- 2011 : Finale de la sélection nationale bulgare : Gagnante
- 2011 : Deuxième demi-finale du Concours Eurovision de la chanson 2011 : 12e
- 2013 : Музикална академия : Gagnante
- 2016 : Sélection interne de la Bulgarie au Concours Eurovision de la chanson 2016 : Gagnante
- 2016 : Deuxième demi-finale du Concours Eurovision de la chanson 2016 : 5e (sélectionnée)
- 2016 : Finale du Concours Eurovision de la chanson 2016 : 4e

## Apparitions télévisuelles
- 2009 : Be A Star, BNT
- 2011 : Deuxième demi-finale du Concours Eurovision de la chanson 2011, BNT (diffusion française sur France Ô)
- 2011 : X Factor, Nova Television
- 2013 : Музикална академия, TV7
- 2015 : Concours Eurovision de la chanson junior 2015, BNT
- 2016 : Deuxième demi-finale du Concours Eurovision de la chanson 2016, BNT 1 (diffusion française sur France 4)
- 2016 : Finale du Concours Eurovision de la chanson 2016, BNT 1 (diffusion française sur France 2)
- 2016 : Concours Eurovision de la chanson junior 2016, BNT
- 2017 - 2018 : The Voice of Bulgaria, bTV